# 中島早耶
中島 早耶（なかじま さや、1990年12月21日 - ）は愛媛県出身のアイドル(ライブアイドル)、タレントである。元ピー・ビー・ビー所属。ライブアイドルとしての芸名はさっちゃん。

## 人物
高校3年生の2008年にデビューした。2009年からアイドルユニット「うょち～し」のメンバーとして、ライブに出演している。
ソロライブアイドル活動では童謡をアレンジした楽曲とオリジナル曲を組み合わせて、ファンからはあえて応援されない応援をされるライブステージが特徴である。このような応援になった理由は本人がマゾヒズムであるとのことからである。
デビュー当初は女優を目指しており、舞台出演が多かった。

## 出演

### 舞台
- LOA～アワセルカガミ。～(2008年7月)
- 北枕動物園へようこそ(2008年9,10月)
- INNOCENT SURVIVØR(2009年8月、劇団女神座)
- 桃色ナースステーション(2009年11月、劇団女神座)
- ONEICHAN'S ELEVEN(2010年2月、劇団女神座)
- ONEICHAN'S TWELVE(2010年5月、劇団女神座)
- ひまわり畑と提灯とアイツ。(2010年7月、劇団女神座)
- れでぃごう！(2011年4月、チーム静春)
- エレキ私立ゆかさや学園(2011年7月)
- 「プレイス 特別版〜海の家借りちゃいました〜」（2011年9月21日-25日、アクアスタジオ）

### CM
- アデランス

### テレビ
- テレビ朝日系ビートたけしのTVタックル｢これでいいのか日本のアイドル｣(2014年6月)

## CDおよびDVD

### CD
1. CHA CHA CHA

### イメージDVD
1. Baby Oil(2011年2月、トリコ)
2. ミルク(2011年5月、グラッソ)
3. 脱いじゃった!!（2011年10月28日、オルスタックピクチャーズ）
4. ましゅまろボディ（2012年4月27日、オルスタックピクチャーズ）